# ジョゼフ・ジョンゲン
ジョゼフ・ジョンゲン（Joseph Jongen, 1873年12月14日 リエージュ – 1953年7月12日 サル＝レ＝スパ）はベルギーのオルガニスト・作曲家・指揮者。

## 生涯

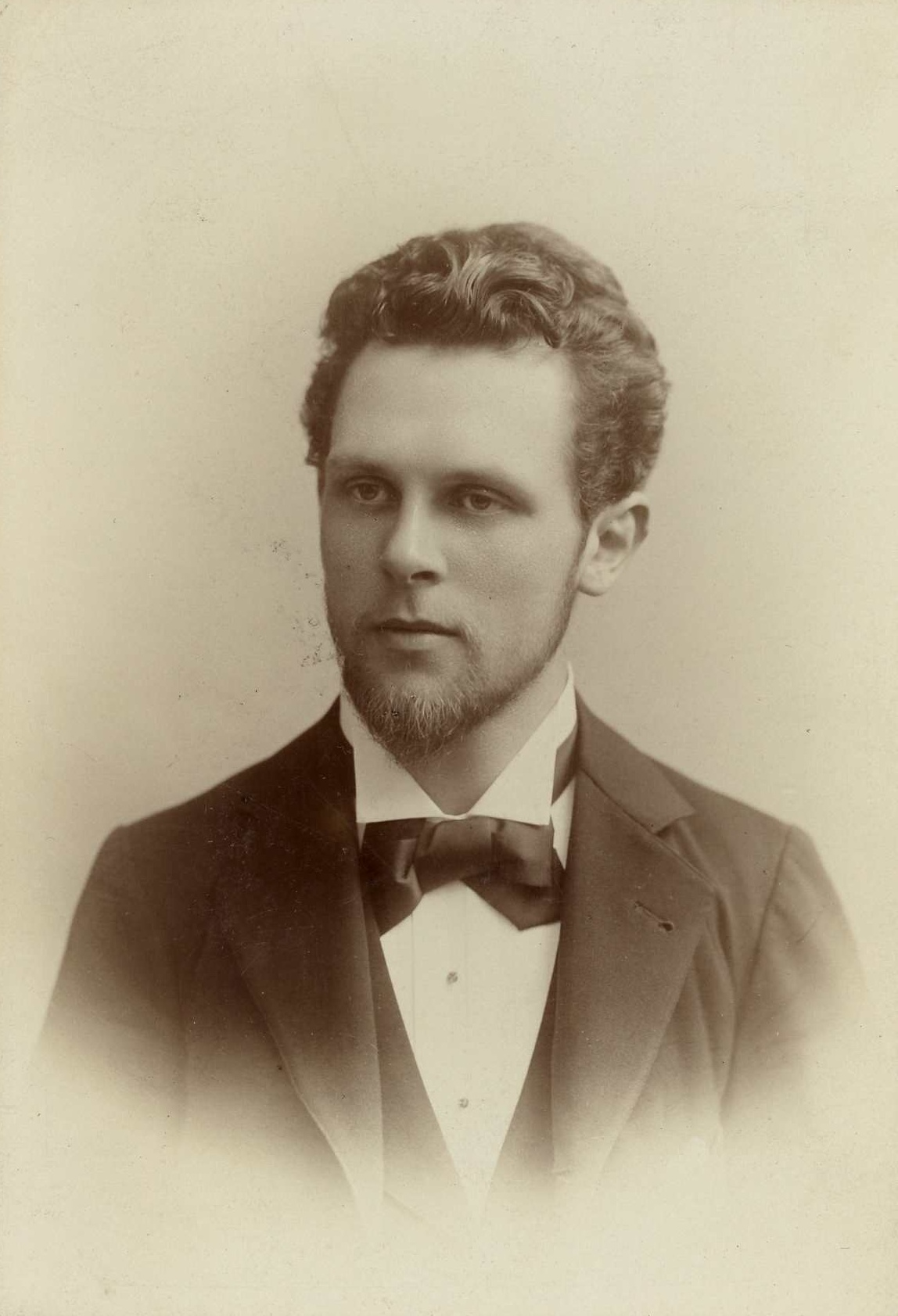
ジョゼフ・ジョンゲン

1873年、ベルギー・リエージュで生まれた。幼少時から楽才を発揮し、7歳という異例の若さでリエージュ王立音楽院に入学し、16年間を音楽の研鑚に捧げた。1891年にフーガで首席を獲得し、翌年にはピアノで指導者免状を、1896年にはオルガンでも免状を取得。13歳で作曲を始め、早晩この分野でも早熟な才能を発揮。作品1を出版する頃までには、すでに数十曲を作曲していた。記念碑的な力作《弦楽四重奏曲 第1番》（1894年作曲）は、ベルギー王立アカデミー主催の定例作曲コンクールに提出され、審査員から最優秀賞を授与された。
1897年に提出したカンタータで王室アカデミー主催のローマ賞を晴れて獲得し、それによってイタリアやドイツ、フランスに研修旅行に赴くことができた。1902年に帰国し、その翌年からリエージュ音楽院で和声法と対位法の教授に任命される。第一次世界大戦の勃発により、家族連れでイングランドに逃れ、ピアニストとしてその地でピアノ四重奏団を結成する。戦後に平和が戻るとベルギーに戻り、ブリュッセル王立音楽院でフーガの教授に任命される。1925年から1929年まで同音楽院院長を務めた。
1953年、リエージュ州サル＝レ＝スパ(Sart-lez-Spa)にて死去。

## 作曲作品とその特徴
ジョンゲンは多作家であり、交響曲、協奏曲、室内楽曲、ピアノ曲、声楽曲をいずれも大量に遺している。しかし、今日最も知られた作品は、オルガンと管弦楽のための《協奏交響曲 Symphonie Concertante》であり、サン＝サーンスの《オルガン交響曲》やプーランクの《オルガン、弦、ティンパニのための協奏曲》と並んで、この分野では最も壮麗な成功作と見なされている。

### 作品個別（試聴等）
- 協奏交響曲作品81（オルガンと管弦楽のための）
  - Jongen Symphonie Concertante - Joseph Galema（Org）、Thomas Wilson指揮Chamber Orchestra of the Springsによる演奏。Chamber Orchestra of the Springs公式YouTube。
  - Joseph Jongen - Concertante - Thomas Murray（Org）、Toshiyuki Shimada指揮イェール交響楽団による演奏。イェール交響楽団（イェール大学）公式YouTube。
  - 第1楽章・第2楽章・第3楽章・第4楽章 - James Kennerley（Org）、David Leibowitz指揮The New York Repertory Orchestraによる演奏。当該ソリスト自身の公式YouTube。
  - 協奏交響曲作品81の楽譜 - 国際楽譜ライブラリープロジェクト
  - Symphonie Concertante, Op.81 - 『Musopen』より《オルガン独奏用楽譜のみ》
  - Symphonie Concertante, for organ & orchestra, Op.81 - 『AllMusic』より《ディスコグラフィ一覧》

### 全般
- ジョゼフ・ジョンゲンの楽譜 - 国際楽譜ライブラリープロジェクト
- ジョセフ・ジョンゲン Joseph Jongen (1873-1953) - ウェイバックマシン（2005年5月1日アーカイブ分）
- Les amis de Joseph Jongen